# Rhopalodes argentina
Rhopalodes argentina là một loài bướm đêm trong họ Geometridae.